# 博纳尼自由镇
博纳尼自由镇（西班牙語：Villafranca de Bonany）是西班牙巴利阿里群岛的一个市镇。总面积24平方公里，总人口2466人（2001年），人口密度103人/平方公里。